# Aalst (stacja kolejowa)
Aalst (niderl. Station Aalst) – stacja kolejowa w Aalst, w prowincji Flandria Wschodnia, w Belgii. Została otwarta 7 kwietnia 1855 na linii kolejowej nr 50 (Bruksela - Gandawa). 1 czerwca 1876 otwarto linię nr 82 do Burst. 12 października 1879 Aalst uzyskało połączenie kolejowe z Antwerpią (linia nr 61).

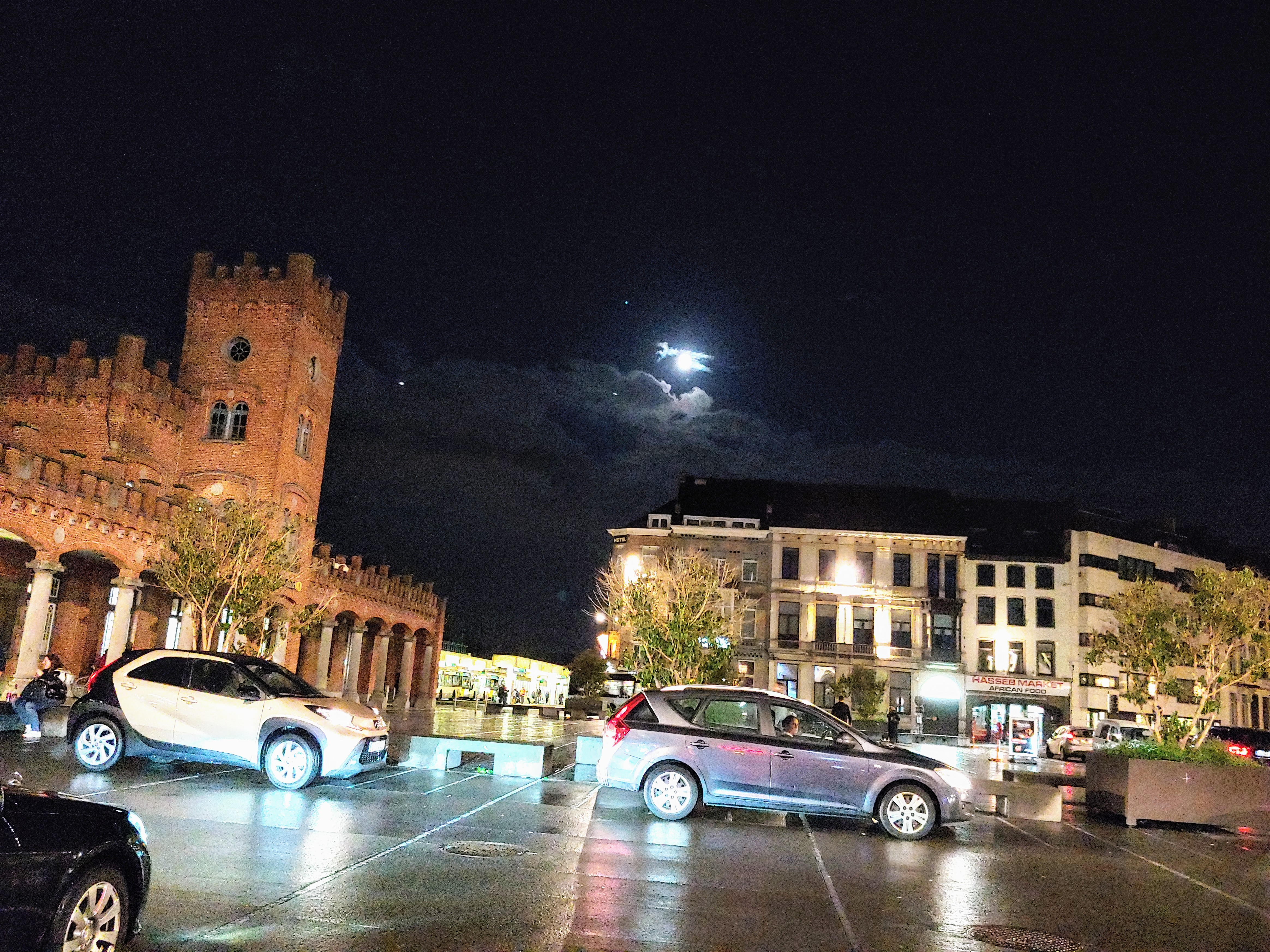

W 1957 zamknięto linię do Leireken, a w 1964 do Dendermonde.

## Budynek
Budynek dworca został zaprojektowany przez belgijskiego architekta Jean-Pierre Cluysenaar w 1852 roku i został oficjalnie otwarty w dniu 6 lipca 1856 przez księcia Leopolda, późniejszego króla Leopolda II. Architektura budynku stacji jest mieszanką średniowiecznego zamku z gotyckim ratuszem.

## Usługi
Na stacji znajduje się parking, bufet oraz automatyczne szafki na bagaż i bezpłatny rower. Cały dworzec jest przystosowany dla osób niepełnosprawnych.
Stary dworzec autobusowy znajdował się przed dworcem na Statieplein. Obecnie nowy dworzec autobusowy znajduje się tuż obok stacji na Dokter André Sierensstraat.

## Linie kolejowe
- 50 Bruksela - Gandawa
- 57 Aalst - Lokeren
- 61 Mortsel/Kontich - Aalst
- 82 Aalst - Ronse

## Galeria

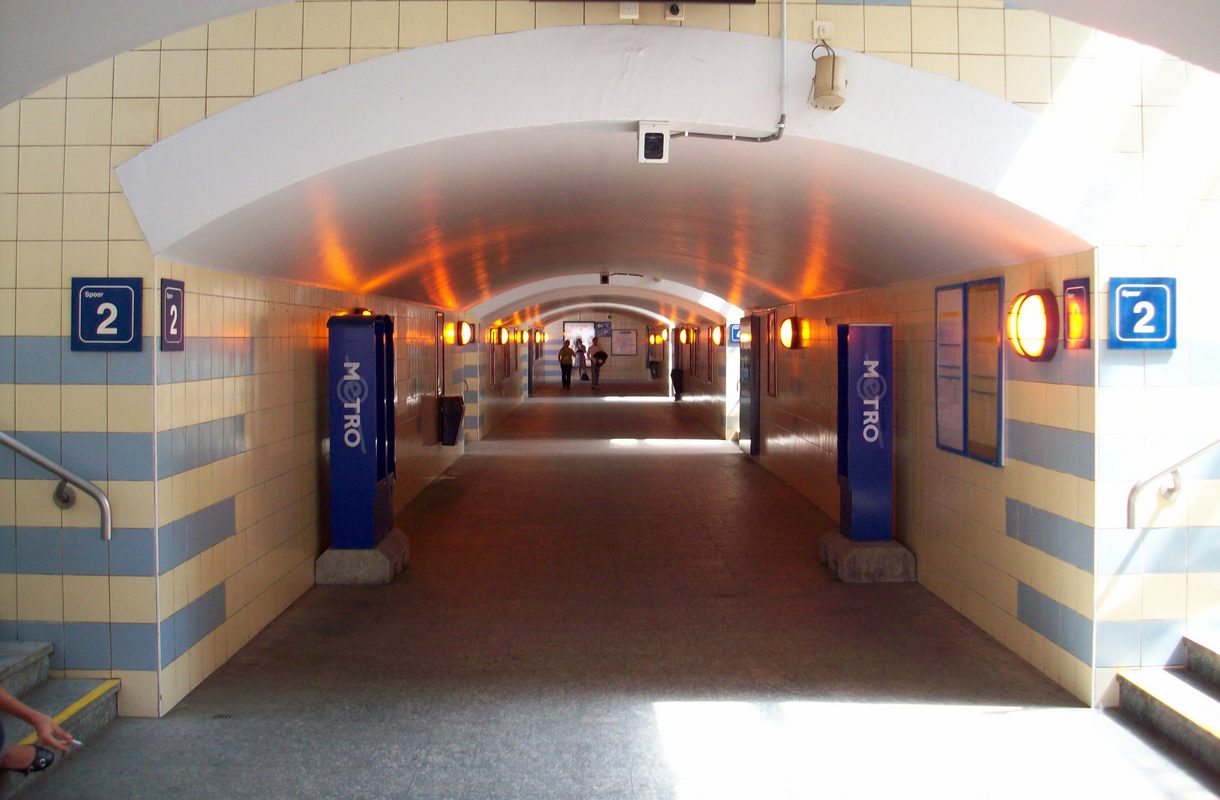
Przejście podziemne
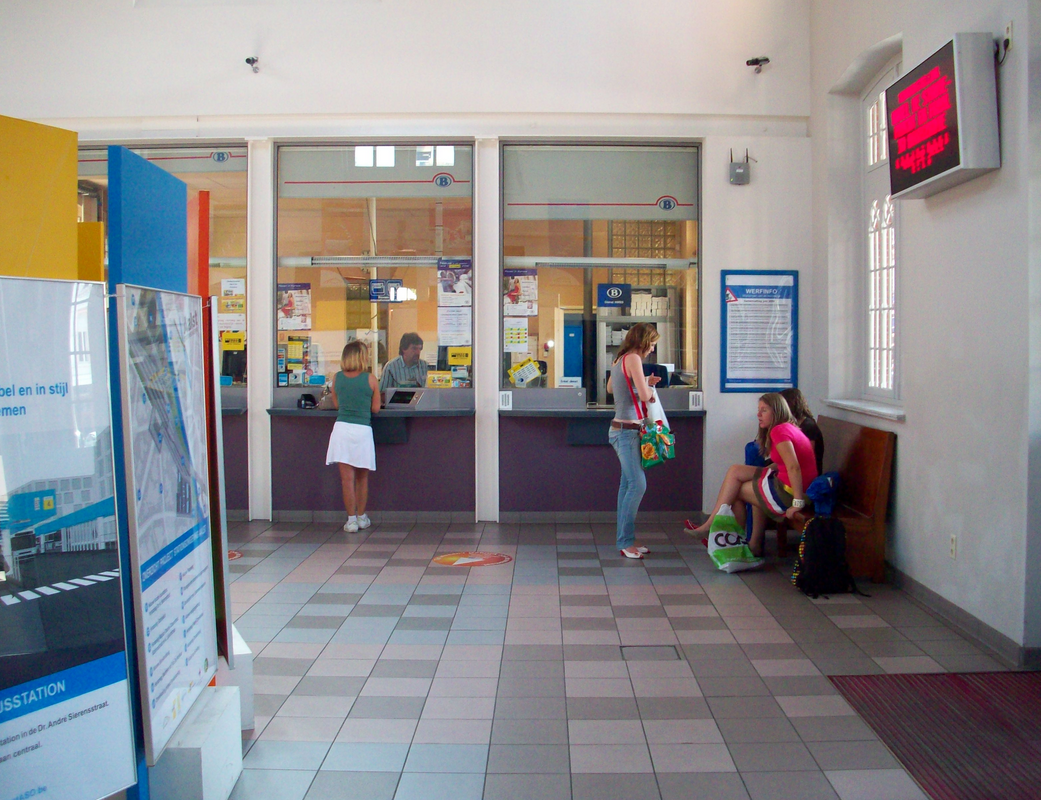
Poczekalnia
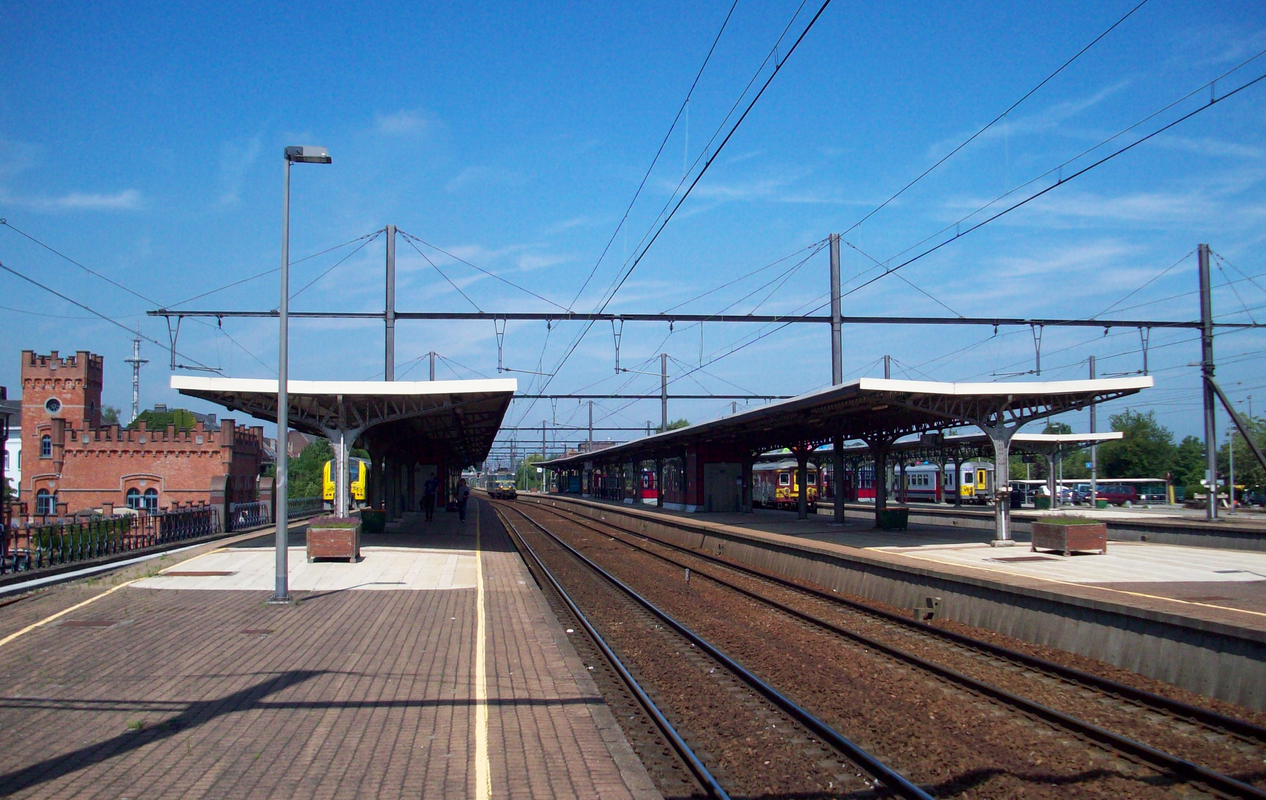
Widok na perony

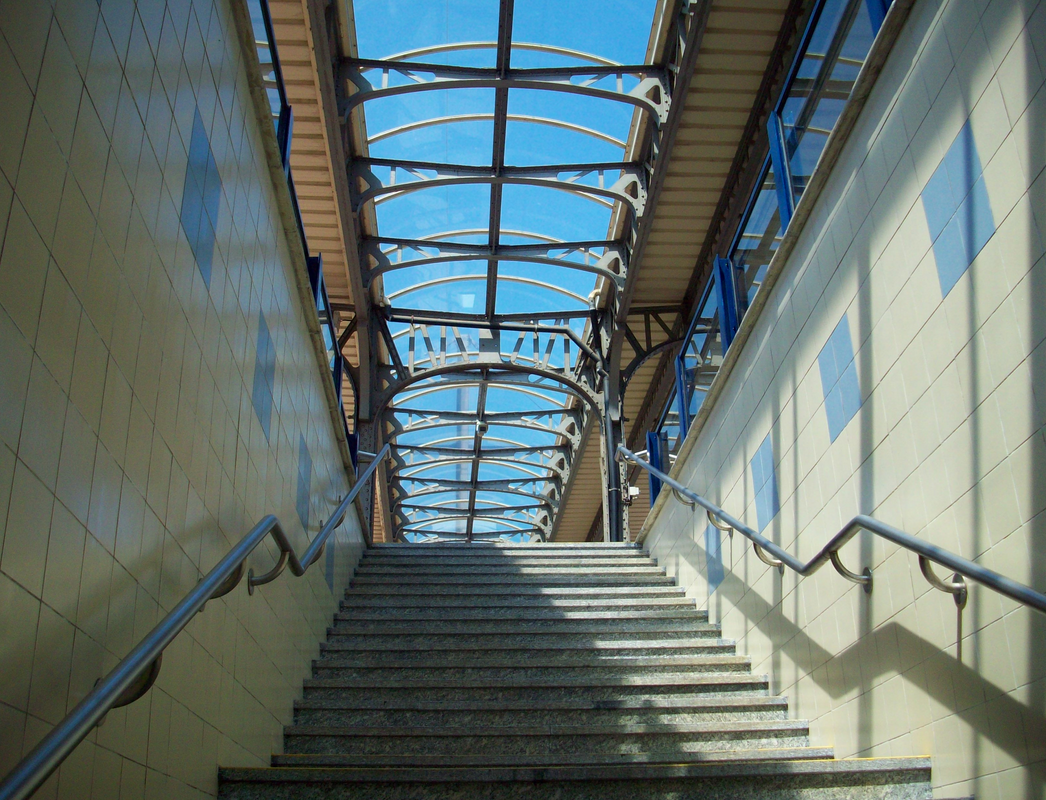
Schody na peron
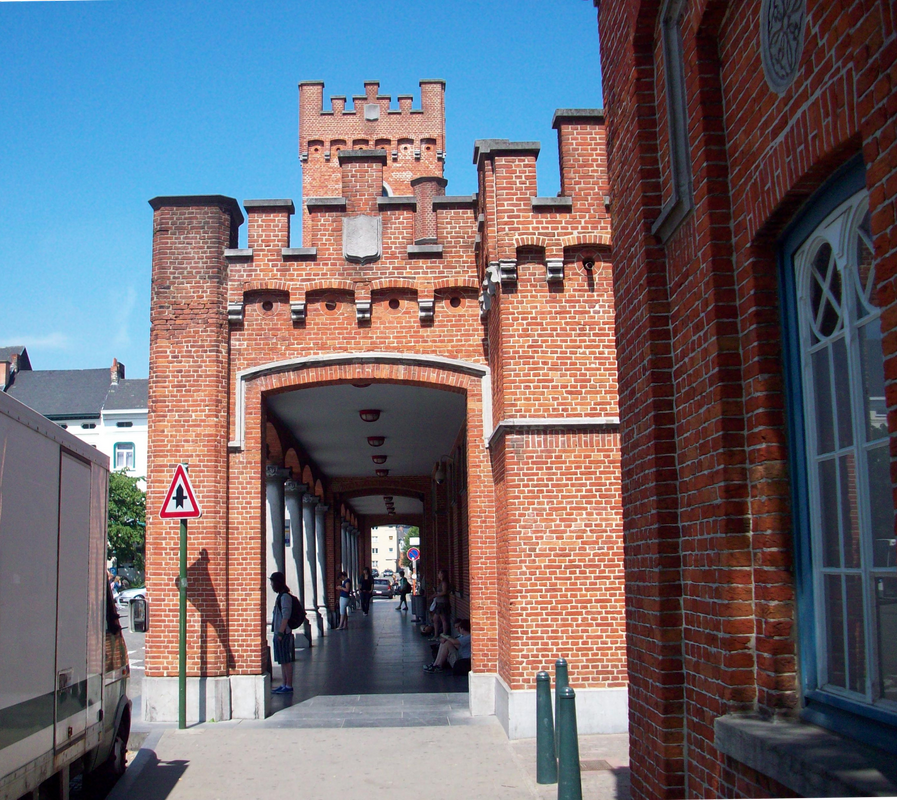
Wejście do budynku dworca
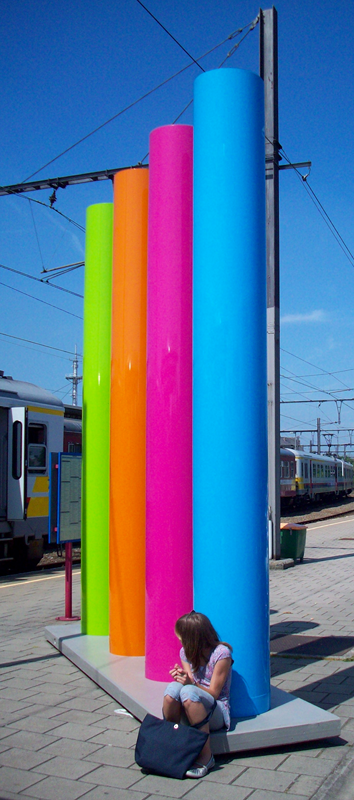
Instalacja artystyczna przed dworcem